# András Rédli
András Rédli (Tapolca, 21 de octubro de 1983) é um esgrimista húngaro, medalhista olímpico.

## Carreira

### Rio 2016
András Rédli representou seu país nos Jogos Olímpicos de Verão de 2016, na espada. Na competição por equipes conquistou a medalha de bronze ao lado de Gábor Boczkó, Géza Imre e Péter Somfai.